# Rosemary Kennedy
Rose Marie " Rosemary " Kennedy (13 de setembro de 1918 - 7 de janeiro de 2005) foi a filha mais velha de Joseph P. Kennedy Sr. e Rose Fitzgerald Kennedy . Ela era irmã do presidente John F. Kennedy e dos senadores Robert F. e Ted Kennedy.
Quando criança, ela teria apresentado atrasos no seu desenvolvimento. Em seus primeiros anos da vida adulta, Kennedy estava "se tornando cada vez mais irritável e difícil".  Em resposta a essas questões, seu pai a enviou para uma lobotomia quando ela tinha 23 anos. O procedimento a deixou permanentemente incapacitada e incapaz de falar de forma inteligível.
Ela passou a maior parte do resto de sua vida sendo cuidada em St. Coletta, uma instituição em Jefferson, Wisconsin . A verdade sobre sua situação e paradeiro fora mantida em segredo por décadas.

## Família e infância
Rose Marie Kennedy nasceu na casa de seus pais em Brookline, Massachusetts, em 13 de setembro de 1918. Ela foi a terceira criança e primeira filha de Joseph P. Kennedy Sr. e Rose Fitzgerald . Ela recebeu o nome de sua mãe  e era comumente chamada de Rosemary ou Rosie. Durante o parto, um médico não estava disponível devido ao surto de gripe espanhola e uma enfermeira ordenou que Rose Kennedy mantivesse as pernas fechadas, forçando a cabeça do bebê a permanecer no canal do parto por duas horas. A ação resultou em uma perda prejudicial de oxigênio.  À medida que Rosemary começou a crescer, seus pais notaram que ela não estava atingindo os estágios básicos de desenvolvimento que um ser humano normalmente atinge em um determinado mês ou ano. Aos dois anos de idade, ela ainda tinha dificuldade para se sentar, engatinhar e aprender a andar. 
Os relatos da vida de Kennedy indicaram que ela tinha uma deficiência intelectual,   embora alguns tenham levantado questões sobre os relatos dos Kennedys sobre a natureza e o alcance de sua deficiência.  Um biógrafo escreveu que Rose Kennedy não confiava em seus amigos e que ela fingia que sua filha estava se desenvolvendo normalmente, com parentes não sabendo nada sobre a deficiência de Rosemary.   Apesar da ajuda de tutores, Rosemary teve dificuldades para aprender a ler e escrever. Aos 11 anos, ela foi enviada para um internato na Pensilvânia para pessoas com deficiência intelectual. 
Aos 16 anos, ela foi enviada para um Convento em Elmhurst, Providence, Rhode Island, onde foi educada separadamente dos outros alunos. Duas freiras e a professora, a Srta. Newton, trabalhavam com ela o dia todo em uma sala de aula separada. Os Kennedys deram à escola uma nova quadra de tênis em reconhecimento aos seus esforços. Suas habilidades de leitura, escrita, ortografia e contagem foram relatadas como sendo do nível da quarta série (idades de 9 a 10 anos). Durante esse período, sua mãe providenciou que seu irmão mais velho, John, a acompanhasse para um chá dançante para que ela não parecese "nada diferente" durante a dança. 
Rosemary leu poucos livros, como Ursinho Pooh .  Os diários escritos por ela no final da década de 1930 e publicados na década de 1980 revelam uma jovem cuja vida era repleta de passeios à ópera, chás dançantes, provas de vestidos e outros interesses sociais.  Kennedy acompanhou sua família à coroação do Papa Pio XII em Roma em 1939. Ela também visitou a Casa Branca . 
Em 1938, Kennedy foi apresentada ao Rei George VI e à Rainha Elizabeth no Palácio de Buckingham, durante o serviço de seu pai como Embaixador dos Estados Unidos no Reino Unido .  Kennedy praticou a complicada reverência real por horas. No evento, ela tropeçou e quase caiu. A multidão não fez sinal algum, e o Rei e a Rainha sorriram como se nada tivesse acontecido. 

## Lobotomia
De acordo com a irmã de Kennedy, Eunice, quando Rosemary retornou aos Estados Unidos do Reino Unido em 1940, ela se tornou "cada vez mais irritável e difícil".  Kennedy frequentemente sofria convulsões  e tinha acessos de fúria violentos, durante os quais batia e feria outras pessoas.  Kennedy foi enviado para um convento em Washington, DC  onde começou a sair furtivamente à noite.  As freiras do convento pensavam que Rosemary poderia estar envolvida com parceiros sexuais e que poderia contrair uma doença sexualmente transmissível  ou engravidar.  Seu comportamento ocasionalmente errático frustrava seu pai que estava especialmente preocupado que o comportamento dela prejudicasse sua carreira política e a de seus filhos . 
Quando ela tinha 23 anos, os médicos disseram ao seu pai que uma lobotomia ajudaria a acalmar suas oscilações de humor e interromper seus ocasionais ataques de violência.   Joseph Kennedy decidiu que Rosemary deveria fazer uma lobotomia mas não informou sua esposa dessa decisão até que o procedimento fosse concluído.   O procedimento ocorreu em novembro de 1941.   Na biografia de Joseph Kennedy, escrita por Ronald Kessler em 1996, os médicos que realizaram o procedimento foram o Dr. James W. Watts e o Dr. Walter Freeman (ambos da Escola de Medicina e Ciências da Saúde da Universidade George Washington ).
Todos os pacientes lobotomizados pelos dois médicos foram diagnosticados com algum tipo de transtorno mental.  Bertram S. Brown, diretor do Instituto Nacional de Saúde Mental, que anteriormente foi assessor do presidente Kennedy, disse a Kessler que Joseph Kennedy se referiu à sua filha Rosemary como mentalmente retardada, em vez de doente mental, a fim de proteger a reputação de John para uma corrida presidencial.  Rapidamente ficou claro que o procedimento havia causado danos imensos. A capacidade mental de Rosemary diminuiu para a de uma criança de dois anos. Ela não conseguia mais andar ou falar de forma inteligível e era incontinente. 

### Consequências
Após a lobotomia, Rosemary foi imediatamente internada. Ela viveu inicialmente por vários anos em Craig House, um hospital psiquiátrico privado a 90 minutos ao norte da cidade de Nova York.  Em 1949, ela foi transferida para Jefferson, Wisconsin, onde viveu o resto de sua vida nos terrenos da Escola St. Coletta para Crianças Excepcionais (anteriormente conhecida como "Instituto St. Coletta para Jovens Atrasados").  e seu pai construiu uma casa particular para ela a cerca de um quilômetro do campus principal, perto de Alverno House, que foi projetada para adultos que precisavam de cuidados ao longo da vida. 
Em resposta à sua condição, os pais de Rosemary a separaram de sua família. A mãe não a visitou durante 20 anos  e o pai não visitou a filha na instituição.  Em 1961, depois de Joseph Kennedy ter sofrido um derrame que o deixou incapaz de falar e andar, os irmãos de Rosemary foram informados de sua localização. 
A condição de Rosemary foi revelada publicamente por sua irmã Eunice em uma entrevista de 1962 ao The Saturday Evening Post, mas sua lobotomia não se tornou de conhecimento público até 1987, quando a historiadora Doris Kearns Goodwin a revelou em seu livro The Fitzgeralds and the Kennedys .   

## Vida posterior e morte
Rosemary Kennedy morreu de causas naturais  em 7 de janeiro de 2005, aos 86 anos,  no Fort Atkinson Memorial Hospital em Fort Atkinson, Wisconsin,  com seus irmãos (irmãs Jean, Eunice e Patricia e irmão Ted ) ao seu lado.  Ela foi enterrada ao lado de seus pais no Cemitério Holyhood em Brookline, Massachusetts.  